# Coen Dillen
Coenraad Henrik Dillen (Eindhoven, 5 ottobre 1926 – Goes, 24 luglio 1990) è stato un calciatore olandese, di ruolo attaccante.

## Carriera

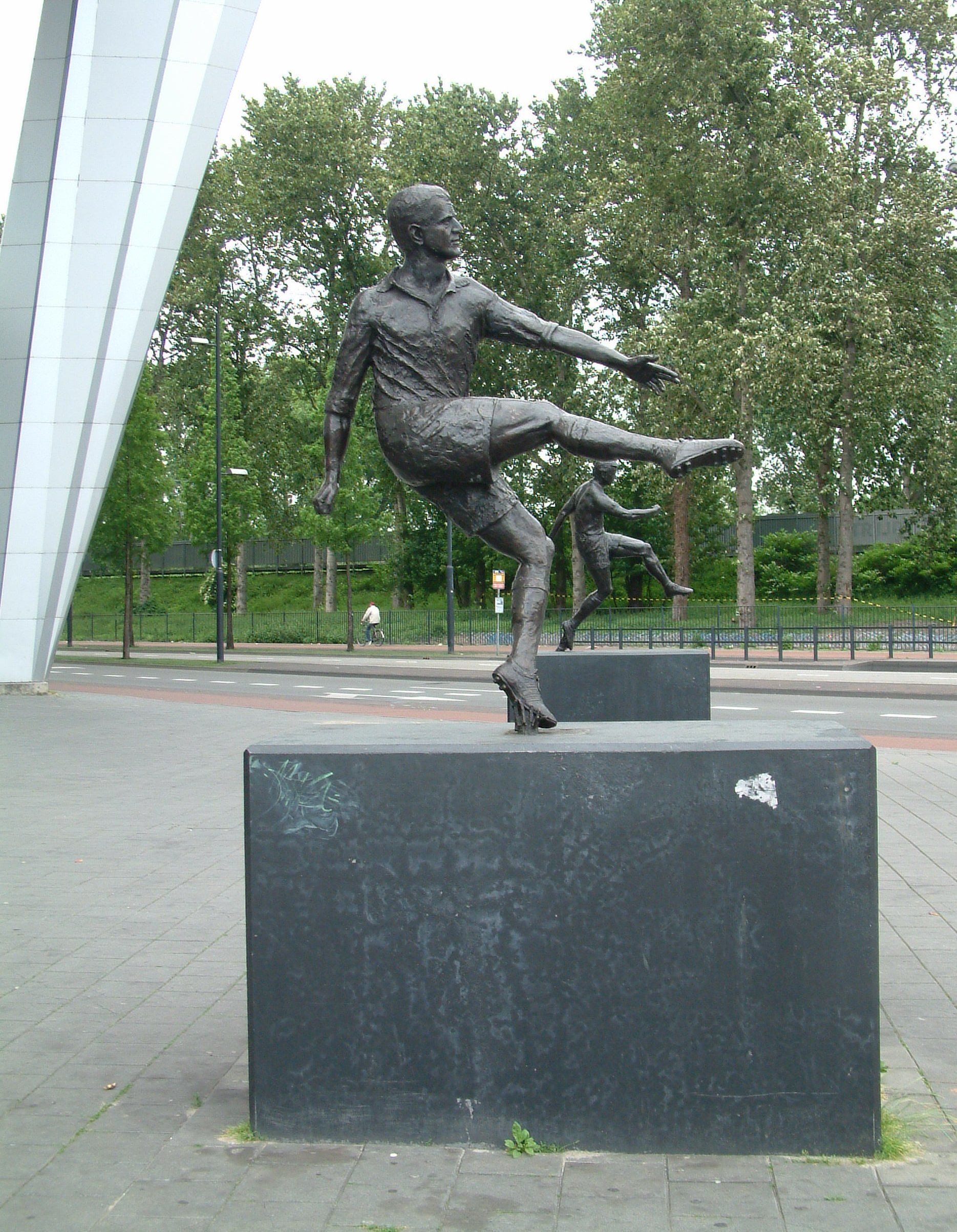
Statua raffigurante Coen Dillen

Dillen inizia la propria carriera all'età di undici anni nel VV Brabantia. Nella stagione 1941-42 si trasferisce al PSV Eindhoven per poi tornare alla sua squadra di origine nella stagione 1945-46. Nella stagione 1949-50 inizia il secondo periodo al PSV che si conclude nella stagione 1960-61. Nella stagione 1956-57 riceve il soprannome di Het Kanon a seguito dei suoi numerosi gol; 43 in quella stagione, record di marcature in un solo campionato olandese che resiste tuttora. In totale ha vestito 483 volte la maglia dei contadini segnando cinque quaterne. Al termine della stagione 1950-51 si laurea campione vincendo il campionato olandese. Dopo la carriera di giocatore allena la squadra RKSV Nuenen dal 1964 al 1966.
Sul lato est dello stadio Philips Stadion è situata una statua in onore di Dillen e il lato sud, ossia il lungomare, è anch'esso intitolato a lui. Nel 2006 viene istituita la Fondazione Coen Dillen la quale assegna ogni anno un trofeo omonimo al capocannoniere di calcio giovanile in Inghilterra. Dillen è membro onorario del PSV Eindhoven.

## Palmarès

### Club

#### Competizioni nazionali
- Campionato olandese: 1

PSV: 1950-1951
- Coppa dei Paesi Bassi: 1

PSV: 1949-1950